# Вагнер Моура
Вагнер Моура (порт. Wagner Moura, нар. Салвадор, 27 червня 1976) — бразильський актор театру та кіно. Здобув світову славу за роль капітана (пізніше полковника) Роберто Насцименто, головного героя фільмів «Елітний загін» (2007) та «Елітний загін 2» (2010). Також відомий своєю роллю «Павука» у науково-фантастичному фільмі «Елізіум» (2013). 
У 2015—2016 рр. виконував роль Пабло Ескобара у серіалі «Нарко», за яку був номінований на премію «Золотий глобус». Призер Каннського кінофестивалю за головну роль у трилері «Таємний агент» (2025).

## Особисте життя та освіта
Народився у місті Салвадор, штат Баїя, але виріс у маленькому містечку Роделас. Його матір — Альдеріва — була домогосподаркою, а батько — Хосе Моура — служив сержантом у військово-повітряних силах Бразилії. Коли йому виповнилося 13, сім'я знову переїхала до Салвадора. Вагнер вивчав журналістику в Федеральному університеті штату Баїя, однак урешті-решт вирішив стати актором.
2001 року одружився з журналісткою та фотографкою Сандрою Делгадо. Має трьох синів: Бем, Сальвадор та Хосе.

## Кар'єра
2000 року з'явився у фільмі «Феміністка», де головну роль виконувала Пенелопа Крус.
2007 року виконав роль капітана Роберто Насцименто в фільмі «Елітний загін», за яку 2008 року отримав нагороду «Золотий ведмідь» на Берлінському кінофестивалі.
Під час підготовки до «Елітного загону», Моура та частина знімальної групи пройшла справжню підготовку військ спеціального призначення, яку провів Пауло Сторані, колишній капітан БОПО (Батальйону особливих поліцейських операцій), елітного загону, що зображується в фільмі. За вимогою продюсера, Сторані мав «розвинути» Вагнерову агресію. Сеанси морального приниження не допомагали, тому Сорані зрештою викликав потрібну йому реакцію за допомогою погрози у сторону Вагнерової сім'ї, згадавши щойно народженого сина актора. Вагнеровою реакцією був зламаний ніс Сторані. За словами інструктора: «Саме тоді народився капітан Насцименто».
2010 року вийшов сиквел «Елітний загін 2», а 2013 Вагнер зіграв роль «Павука» у науко-фантастичному фільмі «Елізіум». 2011 року знявся у фільмі «Людина з майбутнього». Він також виконав головну роль наркобарона Пабло Ескобара у серіалі «Нарко» (2015—2016). Вільно володіючи португальською та англійською, задля ролі Моура мав вивчити іспанську.
У 2024 році виконав головну роль в американському трилері «Повстання Штатів». У 2025 році зіграв головну роль, першу за 8 років португальською мовою, у бразильському трилері «Таємний агент», за яку був нагороджений призом Каннського кінофестивалю.

## Музика
Окрім акторської кар'єри, Вагнер Моура також є вокалістом та автором пісень гурту «Sua Mãe» («Твоя мама»). 2012 року був вокалістом на триб'ют-концерті гурту «Legião Urbana», разом із колишніми учасниками гурту.